# Эрдманнхаузен
Эрдманнхаузен (нем. Erdmannhausen) — община в Германии, в земле Баден-Вюртемберг. 
Подчиняется административному округу Штутгарт. Входит в состав района Людвигсбург.  Население составляет 4716 человек (на 31 декабря 2010 года). Занимает площадь 8,71 км².